# إلينيا إرماتشي

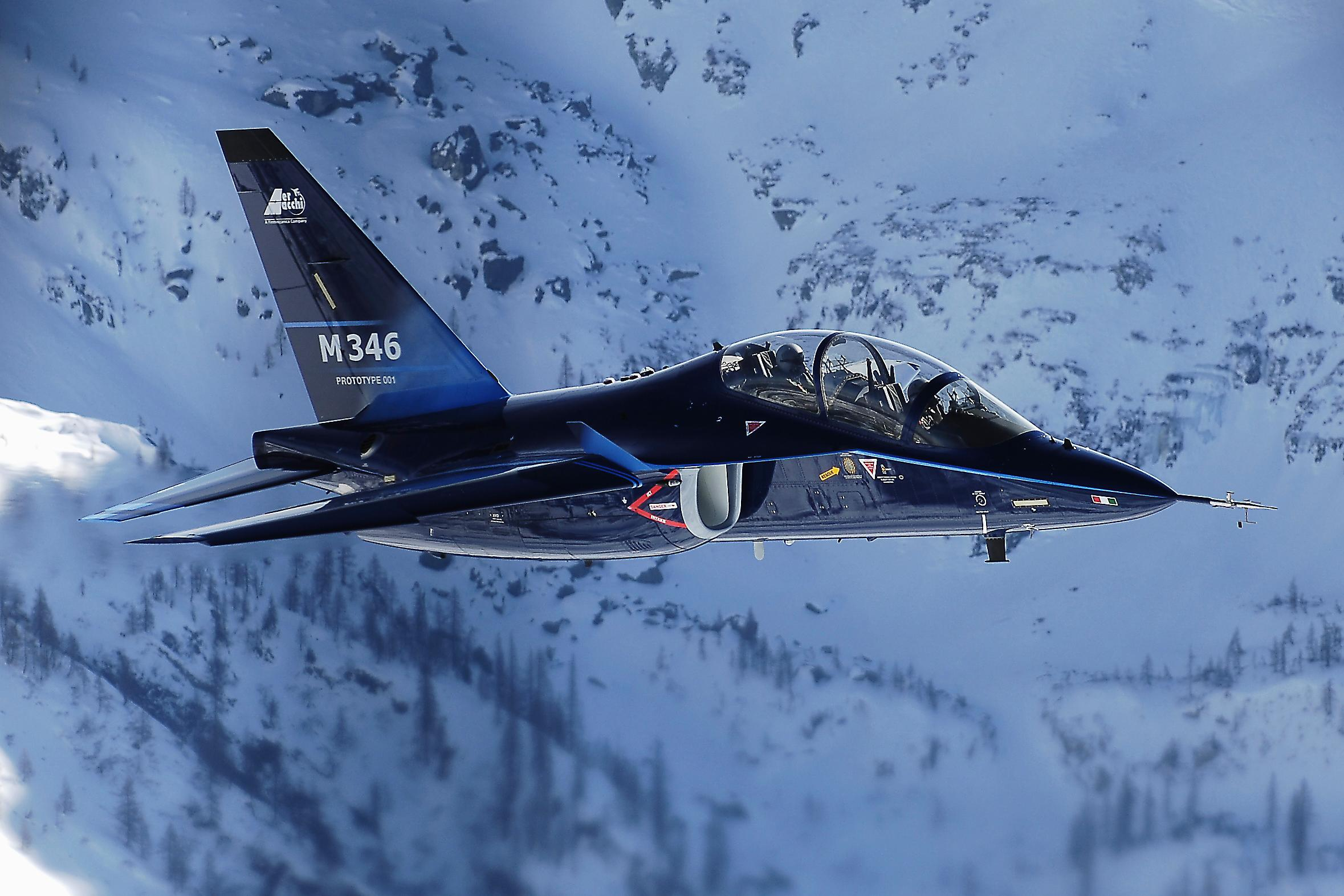
إلينيا إرماتشي إم-346 ماستر

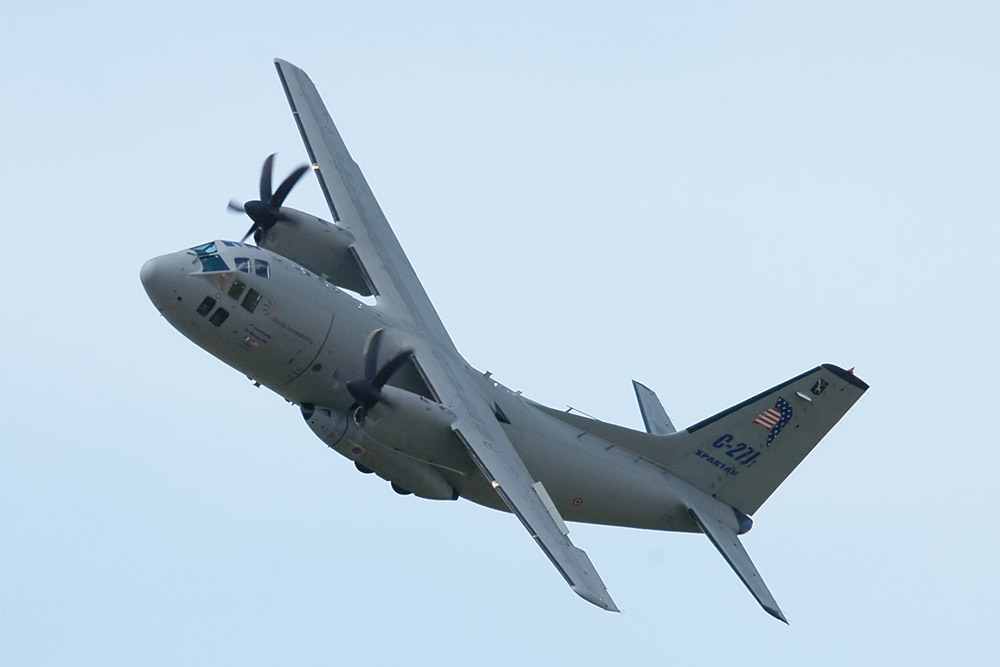
سي-27 جيه سبارتان

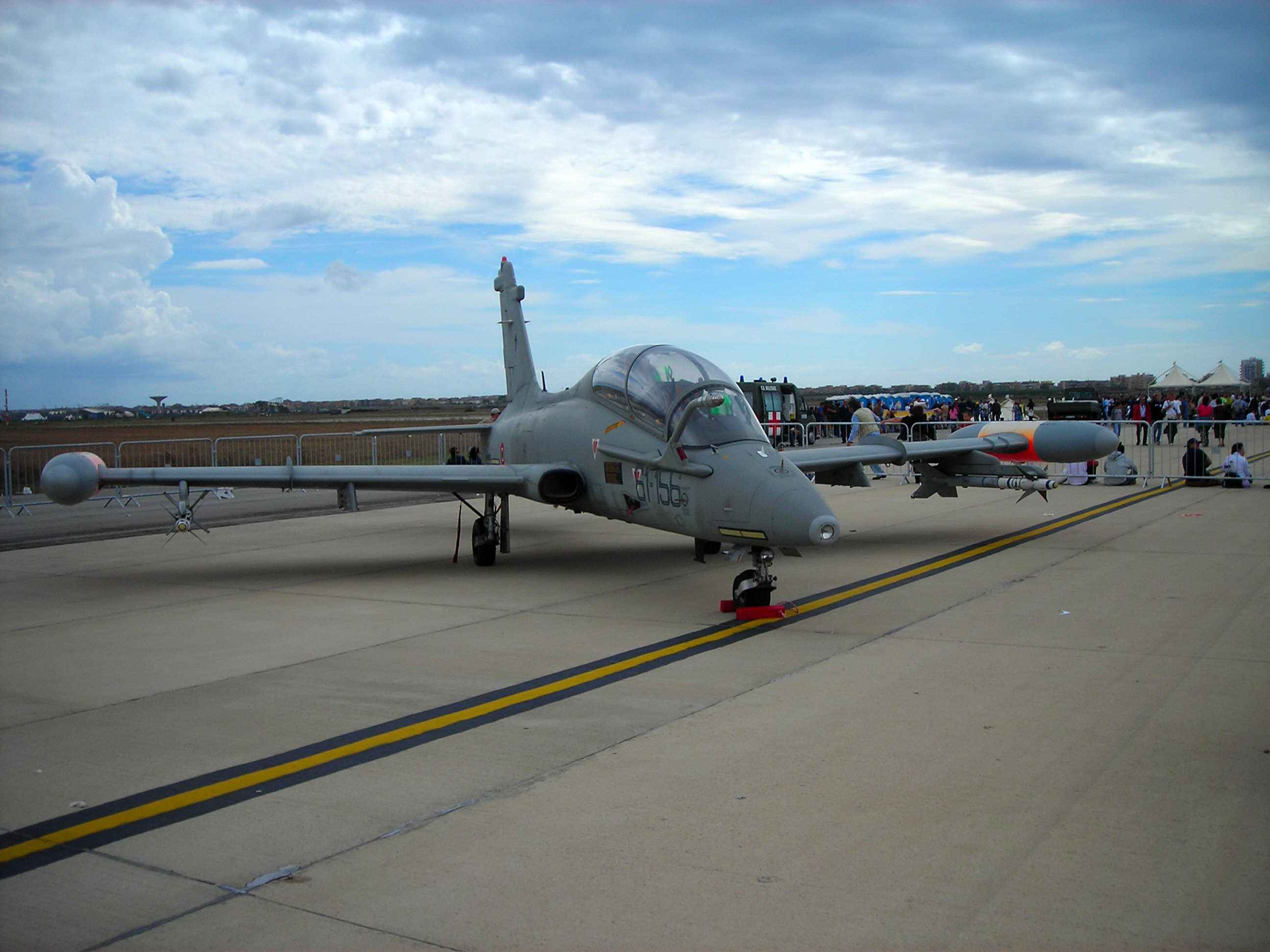
Aermacchi MB.339CD

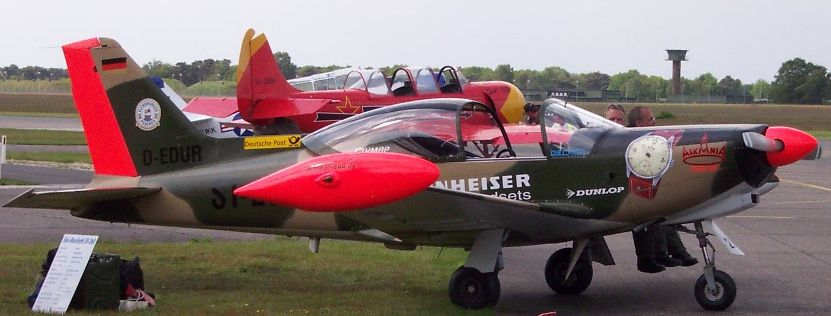
Aermacchi SF.260

إلينيا إرماتشي (بالإنجليزية: Alenia Aermacchi) هي شركة صناعة طائرات إيطالية تابعة لشركة فينميكانيكا، تأسست سنة 2012. يقع مقرها الرئيسي في فينيقونو سوبريور، فاريزي. ولديها مرافق في مطار تورينو كاسيل في سان ماوريتسيو كانافيزي، مقاطعة تورينو و بوميليانو داركو، مقاطعة نابولي. وفي بوميليانو داركو، تورينو، البندقية، فاريزي، غروتاليي، كازوريا، فودجا.

## منتجات
- Aermacchi AM.3
- سي-27 جيه سبارتان
- Alenia Aermacchi M-311/M-345
- إلينيا إرماتشي إم-346 ماستر
- Alenia Aeronautica Sky-X
- Alenia Aeronautica Sky-Y

### مشاريع مشتركة
- AMX International بالتعاون مع إمبراير
- إيه تي آر 42
- إيه تي آر 72
- يوروفايتر تايفون بالتعاون مع مجموعة ايرباص وبي إيه إي سيستمز

## وصلات خارجية
- الموقع الرسمي
- الموقع الرسمي
- Alenia Aermacchi celebrates 100th anniversary